# Puntius aurotaeniatus
Puntius aurotaeniatus es una especie de peces de la familia de los Cyprinidae en el orden de los Cypriniformes.

## Morfología
Los machos pueden llegar alcanzar los 6 cm de longitud total.

## Hábitat
Es un pez de agua dulce.

## Distribución geográfica
Se encuentra en el río Mekong y los ríos que desembocan en el Golfo de Tailandia.